# Scars (musikgrupp)
Scars var ett post-punkband från Edinburgh i Skottland. De var aktiva mellan 1977 och 1982.

## Medlemmar
- Robert King (sång)
- Paul Research(sologitarr)
- John Mackie (bas)
- Calumn Mackay (trummor, 1977-1980)
- Steve McLaughlin (trummor, 1981-1982)

## Historia
När gruppen bildades var alla medlemmar tonåringar och gruppen började genast att turnera flitigt. Detta resulterade i att de upptäcktes av John Peel som bjöd in dem för en inspelning. Låten "Your Attention Please" släpptes som flexisingel med kulttidskriften ID, 1979. Låten börjar med en tickade klocka som snart ackompanjeras av en skrällande gitarr, sångaren läser därefter upp texten från en informationsskrift om hur civila ska agera vid ett kärnvapenanfall!
Långsamt byggde gruppen upp en skara trogna fans, detta genom flitiga turnéer och singelsläpp. Soundet förändrades från ett skränigt punksound till mera melodiös rock. Man turnerade bland annat med The Comsat Angels och The Church. 1980 släpptes debutlpn Author! Author!, skivan innehöll gruppens största hit "All about you". När gruppen stod på toppen av sin popularitet, så splittrades de. Klistret som hållit bandet samman hade långsamt lösts upp, allt enträget turnerade från tonårsåren, hade tagit ut sin rätt.

## Diskografi
- "Your Attention Please (flexisingel, ID-Magazine 1979)
- "Horrorshow"/"Adult/ery" (singel, Fast 1979)
- "They Came and Took Her"/"Romance By Mail" (singel, Charisma 1980)
- "Love Song"/"Psychomodo" (singel, Charisma 1980)
- "Author! Author! + 3 (12:a, Stiff, 1981 USA)
- "All About You"/"Author! Author!" (singel, Charisma 1981)
- "Author! Author!" (LP, Charisma 1981)